# ساوندگاردن

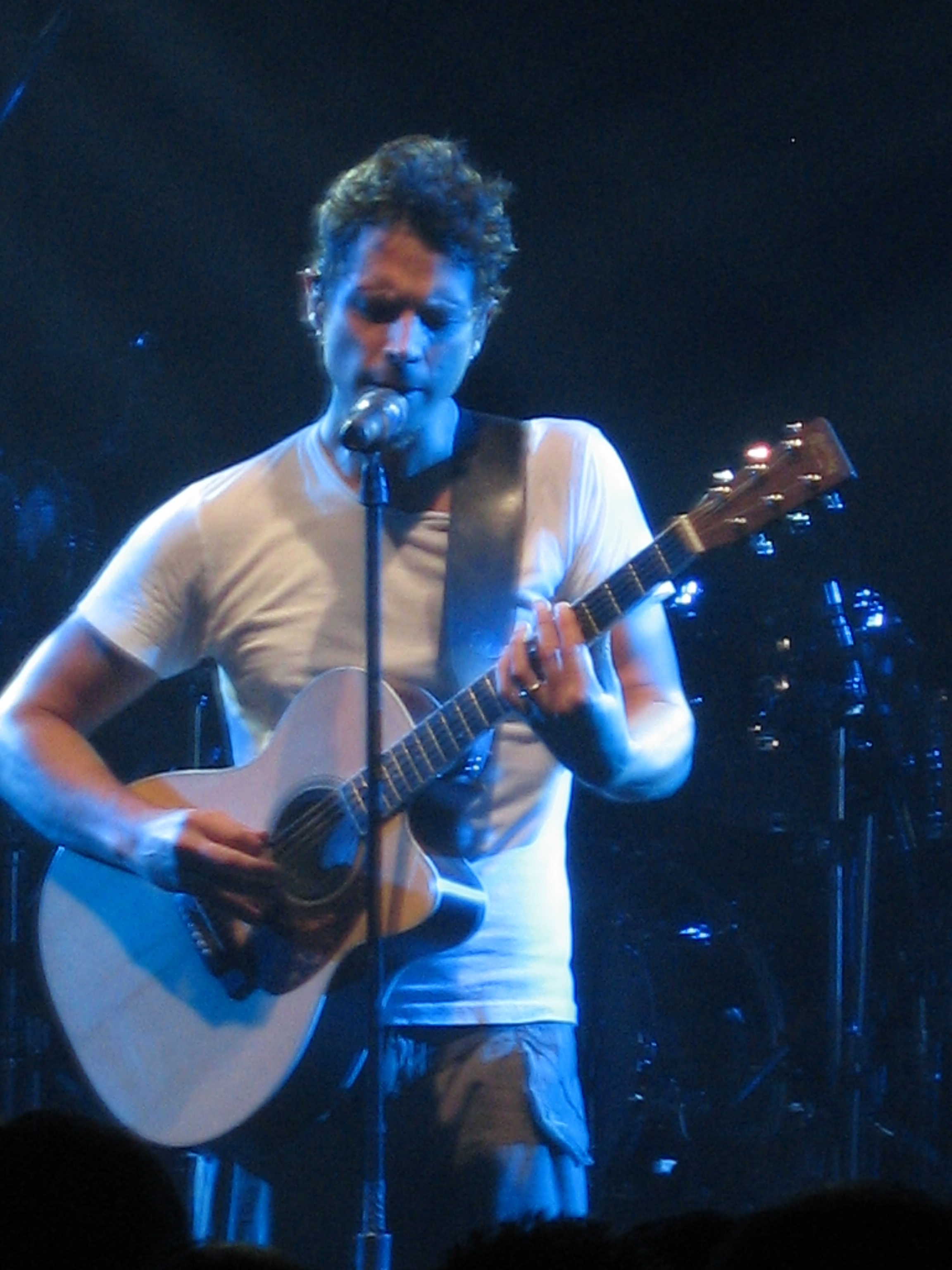
کریس کورنل، خواننده گروه در یک فستیوال در کانادا

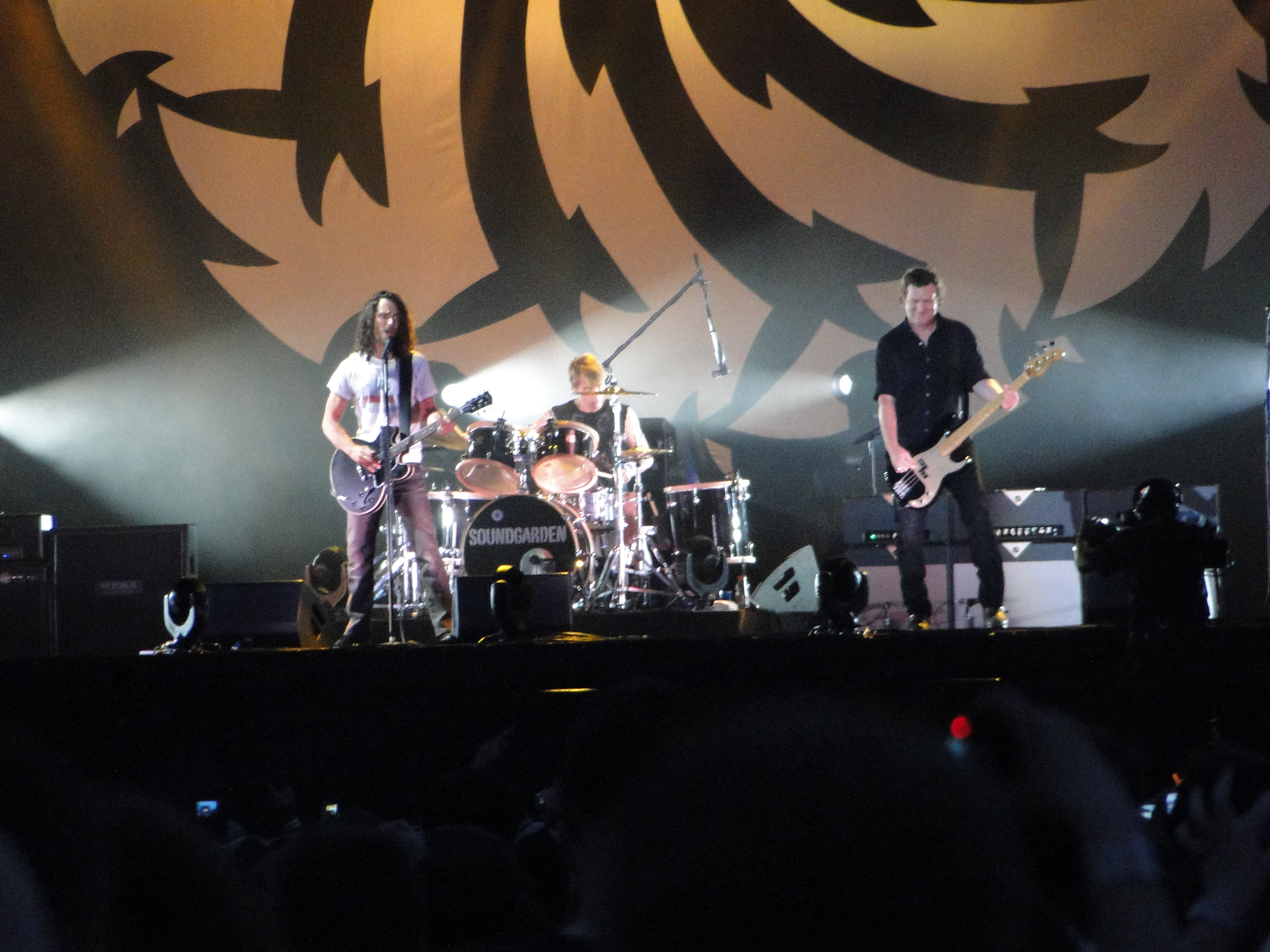
Soundgarden 2010

ساندگاردن (به انگلیسی: Soundgarden) از گروه‌های مشهور سبک موسیقی راک آمریکا است. این گروه در دهه نود با دو آهنگ «Black Hole Sun» و «Spoonman» شهرت یافت.
مبدأ این گروه در شهر سیاتل در واشینگتن است.